# فارلي هيل (باركشير)
فارلي هيل (بالإنجليزية: Farley Hill, Berkshire)‏ هي قرية تقع في المملكة المتحدة في جنوب شرق إنجلترا.